# Geneva (Illinois)
Geneva es una ciudad en el condado de Kane en el estado estadounidense de Illinois. En el Censo de 2010 tenía una población de 21495 habitantes y una densidad poblacional de 830,84 personas por km².

## Geografía
Geneva se encuentra ubicada en las coordenadas 41°52′56″N 88°19′46″O / 41.88222, -88.32944. Según la Oficina del Censo de los Estados Unidos, Geneva tiene una superficie total de 25.87 km², de la cual 25.24 km² corresponden a tierra firme y (2.44%) 0.63 km² es agua.

## Demografía
Según el censo de 2010, había 21,495 personas residiendo en Geneva. La densidad de población era de 830,84 hab./km². De los 21495 habitantes, Geneva estaba compuesto por el 94.77% blancos, el 0.51% eran afroamericanos, el 0.07% eran amerindios, el 2.2% eran asiáticos, el 0.02% eran isleños del Pacífico, el 1.19% eran de otras razas y el 1.25% pertenecían a dos o más razas. Del total de la población el 4.85% eran hispanos o latinos de cualquier raza.